# Dark Web: Cicada 3301
Pour plus de détails, voir Fiche technique et Distribution.
Dark Web: Cicada 3301 est un film américain réalisé par Alan Ritchson, sorti en 2021.

## Fiche technique
- Titre : Dark Web: Cicada 3301
- Réalisation :  Alan Ritchson
- Scénario :
- Production :
- Sociétés de production :
- Musique :
- Photographie :
- Montage :
- Décors :
- Costumes :
- Pays d'origine : États-Unis
- Format : Couleurs
- Genre : Action, comédie et thriller
- Durée :
- Date de sortie : 2021
- Classification : 
  - France : Interdit aux moins de 16 ans

## Distribution
- Jack Kesy : Connor
  - Tomaso Sanelli : Connor, jeune
- Conor Leslie : Gwen
- Ron Funches : Avi
- Alan Ritchson (VFB : Sébastien Hébrant) : Agent Carver
- Andreas Apergis : Agent Sullivan
- Kristen Holden-Ried : Phillip Dubois